# Wendy Brown (Sprinterin)
Wendy Brown (geb. Urquhart; * 21. Mai 1950) ist eine ehemalige neuseeländische Sprinterin.
1973 gewann sie bei den Pacific Conference Games Silber über 100 m.
Bei den British Commonwealth Games 1974 in Christchurch wurde sie Fünfter über 100 m, Sechste über 200 m und Fünfte in der 4-mal-100-Meter-Staffel.
1977 wurde sie beim Leichtathletik-Weltcup in Düsseldorf Fünfte mit der ozeanischen 4-mal-100-Meter-Stafette und holte bei den Pacific Conference Games Bronze über 100 m.
Bei den Commonwealth Games 1978 in Edmonton wurde sie mit der neuseeländischen 4-mal-100-Meter-Stafette Vierte. Über 100 m schied sie im Vorlauf aus, und über 200 m erreichte sie das Halbfinale.
1981 wurde sie beim Leichtathletik-Weltcup in Rom erneut mit der ozeanischen 4-mal-100-Meter-Stafette Fünfte.
Viermal wurde sie Neuseeländische Meisterin über 100 m (1971, 1973, 1974, 1981) und zweimal über 200 m (1973, 1981).

## Persönliche Bestzeiten
- 100 m: 11,50 s, 20. Januar 1974, Christchurch
- 200 m: 23,44 s, 29. Januar 1974, Christchurch